# Pont-Aven
Pont-Aven (magyaros kiejtése kb. „pontáven”) település Franciaországban, Bretagne régióban, Finistère megyében. Lakosainak száma 2796 fő (2022. január 1.). Pont-Aven Bannalec, Melgven, Névez, Riec-sur-Bélon, Rosporden és Trégunc községekkel határos.

## Népesség
A település népességének változása:
| Lakosok száma | 3684 | 3295 | 3031 | 2953 | 2842 | 2823 | 2801 | 2821 | 2831 | 2796 |
|               | 1968 | 1982 | 1990 | 2006 | 2013 | 2015 | 2017 | 2019 | 2020 | 2022 |